# Route 62 (Colombie-Britannique)
La Route 62, aussi connue comme High Level Road, est une courte route de 7,34 km (4,56 mi) située dans le nord de la Colombie-Britannique, reliant le centre-ville de Hazelton à la route 16 à New Hazelton. La route 62 est une route non-officielle.

## Intersections majeures
| District régional | Ville        | km   | Destinations              | Notes |
| ----------------- | ------------ | ---- | ------------------------- | ----- |
| Kitimat-Stikine   | Hazelton     | 0,00 | Field Street              |       |
| Kitimat-Stikine   | New Hazelton | 7,34 | BC-16 – Smithers, Terrace |       |
|                   |              |      |                           |       |